# Municipio de Cedar (condado de Pocahontas)
El municipio de Cedar (en inglés: Cedar Township) es un municipio ubicado en el condado de Pocahontas en el estado estadounidense de Iowa. En el año 2010 tenía una población de 755 habitantes y una densidad poblacional de 8,08 personas por km².

## Geografía
El municipio de Cedar se encuentra ubicado en las coordenadas 42°35′57″N 94°51′33″O / 42.59917, -94.85917. Según la Oficina del Censo de los Estados Unidos, el municipio tiene una superficie total de 93.43 km², de la cual 92,44 km² corresponden a tierra firme y (1,05 %) 0,98 km² es agua.

## Demografía
Según el censo de 2010, había 755 personas residiendo en el municipio de Cedar. La densidad de población era de 8,08 hab./km². De los 755 habitantes, el municipio de Cedar estaba compuesto por el 94,83 % blancos, el 0,4 % eran afroamericanos, el 0,26 % eran asiáticos, el 0,4 % eran isleños del Pacífico, el 2,12 % eran de otras razas y el 1,99 % eran de una mezcla de razas. Del total de la población el 7,28 % eran hispanos o latinos de cualquier raza.